# يسبر كونرادسون
يسبر كونرادسون (بالسويدية: Jesper Konradsson) مواليد 4 يونيو 1994 في غوتنبرغ، هو لاعب كرة يد سويدي يلعب كوسط مدافع. مثل منتخب السويد لكرة اليد.

## سجل المنافسة
شارك في البطولات التالية:
- بطولة أوروبا لكرة اليد للرجال 2016

## روابط خارجية
- يسبر كونرادسون على موقع الاتحاد الأوروبي لكرة اليد (الإنجليزية)